# Forserumsgölen
Forserumsgölen är en sjö i Ydre kommun i Östergötland och ingår i Emåns huvudavrinningsområde. Forserumsgölen ligger i Silverån Natura 2000-område.